# Luís Augusto de Bourbon, Duque de Maine
Luís Augusto de Bourbon, Duque de Maine (Louis August de Bourbon; Saint-Germain-en-Laye, 31 de março de 1670 — Sceaux, 14 de maio de 1736) foi o segundo dos filhos ilegítimos nascidos da relação entre o rei francês Luís XIV e Francisca Atenas de Rochechouart. Foi legitimado aos três anos em dezembro de 1673 e seu pai lhe entregou o titulo de "Duque de Maine".

## Biografia
No momento de ser introduzido na corte real de Versalhes não tardou em se converter no favorito de seu pai, o rei, teve importantes tutores como François-Henri de Montmorency que se encarregou do treinamento militar de Luís Augusto, mas este jamais demonstrou grandes dotes como soldado. O amor de seu pai lhe valeria mais títulos, como o de Príncipe de Dombes, Duque de Aumale e Conde d'Eu, alguns deles cedidos por la Gran Mademoiselle, Ana Maria Luísa de Orleães, e por pressões do rei.
Como filho legitimado do Rei de França, teve direito a um prestigioso casamento, pensou-se inclusive em comprometê-lo com sua prima Isabel Carlota de Orleães, filha de seu tio Filipe I, Duque de Orleães, mas a eleita para transformar-se em duquesa de Maine foi Mademoiselle de Charolais Luísa Benedita de Bourbon, neta de Luís, Grande Condé, o casamento ocorreu em 1692. Tiveram 7 filhos:
- Mademoiselle de Dombes (1694)
- Luís Constantino de Bourbon, príncipe des Dombes (1695-1698)
- Mademoiselle de Aumale (1697-1699)
- Luís Augusto, Príncipe de Dombes (1700-1755)
- Luís Carlos de Bourbon, Conde d'Eu (1701-1755)
- Carlos de Bourbon, duque de Aumale (1704-1708)
- Luísa Francisca de Bourbon, mademoiselle de Maine (1707-1743)

Em 1714, o rei pôs ele e seu irmão mais novo o Conde de Tolosa na linha de sucessão ao trono, depois dos desastrosos anos de 1711 e 1712 nos quais ocorreram a morte de três dos herdeiros legítimos do "Rei-Sol". No ano seguinte o rei faleceu, como última vontade havia entregado a regência de seu bisneto Luís XV de França a seu sobrinho Filipe II, Duque d'Orleães e ao duque de Maine, mas Felipe II conseguiu a anulação do desejo do falecido monarca e ficou sozinho na regência. Diante disso, Luís Augusto e sua esposa começaram uma conspiração para substituir o Duque de Orléans pelo rei da Espanha Felipe V, neto de Luís XIV e sobrinho de Luís Augusto. A conspiração foi descoberta e o duque exilado. Anos depois ele morreria em Sceaux.